# Mathias Normann
Mathias Antonsen Normann (Svolvær, 28 de mayo de 1996), más conocido como Mathias Normann, es un futbolista noruego que juega de centrocampista en el Al-Sailiya S. C. de la Liga de fútbol de Catar. Es internacional con la selección de fútbol de Noruega.

## Selección nacional
Fue internacional sub-17, sub-18 y sub-21 con la selección de fútbol de Noruega, antes de convertirse en internacional absoluto el 5 de septiembre de 2019 en un partido de clasificación para la Eurocopa 2020 frente a la selección de fútbol de Malta.

## Clubes
| Club                         | País           | Año       |
| ---------------------------- | -------------- | --------- |
| FK Lofoten                   | Noruega        | 2012      |
| FK Bodø/Glimt                | Noruega        | 2013-2017 |
| Alta IF (cedido)             | Noruega        | 2015      |
| Brighton & Hove Albion F. C. | Inglaterra     | 2017-2019 |
| Molde FK (cedido)            | Noruega        | 2017-2018 |
| F. C. Rostov                 | Rusia          | 2019-2023 |
| Norwich City F. C. (cedido)  | Inglaterra     | 2021-2022 |
| F. C. Dinamo Moscú (cedido)  | Rusia          | 2022-2023 |
| Al-Raed                      | Arabia Saudita | 2023-2025 |
| Al-Sailiya S. C.             | Catar          | 2025-     |